# Ford Aspire
Ford Aspire, Kia Avella — малый автомобиль, выпускавшийся компанией Kia Motors на заводе в Сеуле с 1994 года по 1997 год, а в период с 1998 по 1999 годы данная модель выпускалась на заводе «Автотор» в Калининграде как Kia Avella. Основные узлы и двигатель автомобиля изготовлялись японской Mazda.

## Комплектация
Ford Aspire поставлялся в двух комплектациях: базовой и более комфортной SE. Отличие SE от базовой заключалось в улучшенных материалах отделки, подсветкой тахометра (голубой цвет), противотуманными фарами, задним спойлером и легкосплавными колесными дисками.
В 1997 году провели рестайлинг, в котором Aspire получил новую овальную решетку радиатора, округлые фары, измененные передний и задний бампера, и несколько других изменений.
На Ford Aspire устанавливали поперечно расположенный бензиновый рядный 4-цилиндровый 8-клапанный двигатель с распределенным впрыском и газораспределительным механизмом OHC объемом 1,3 л мощностью 63 л.с. (при 5000 об/мин) и с крутящим моментом 100 Нм/3000 об., который отличался незначительным расходом низкооктанового бензина, а также 3-ступ. АКПП и 5-ступ. МКПП. Максимальная скорость составляла с таким мотором — 145 км/ч.
Рулевое управление устанавливалось типа «шестерня-рейка». Подвеска передних колес включала в себя амортизационные стойки, поперечный рычаг и поперечный стабилизатор, в задней использовались соединяющая рычаги тяга, продольный рычаг, поперечный стабилизатор и винтовые пружины. Передние тормоза были дисковыми, задние — барабанные. Кроме ABS, устанавливавшейся опционно, в базовом оснащении присутствовала система Brake Assist. Размер стандартных шин 165/70 R13 S.
1997 год стал последним для североамериканских продаж, что в некоторой степени можно объяснить распадом «тройственного союза» Ford-Kia-Mazda. Под брендом Kia модель Avella была заменена на Rio.
В производственной программе Ford марка Aspire к 2010 году заменена компактной моделью Fiesta.